# Monceaux-l'Abbaye
Monceaux-l'Abbaye è un comune francese di 191 abitanti situato nel dipartimento dell'Oise della regione dell'Alta Francia.

## Società

### Evoluzione demografica
Abitanti censiti